# Bengáli-öböl
A Bengáli-öböl (hindiül: बंगाल की खाड़ी; bengáli: বঙ্গোপসাগর, tamilul: வங்காள விரிகுடா) a világ legnagyobb öble, mely az Indiai-óceán északi részét alkotja. A háromszög alakú területet India államai, továbbá Banglades, Srí Lanka, Mianmar, valamint az Andamán- és Nikobár-szigetek határolják.
A Bengáli-öböl területe 2 172 000 km². Több nagy folyó is ide torkollik. Közéjük tartozik többek között a Padma (a Gangesz egyik ága), a Megna, a Jamuna (a Brahmaputra ágai), az Irravadi, a Godavari, a Mahanadi, a Krisna és a Kavari. Kikötői Cuddalore, Ennore, Csennai, Karaikal, Puduccseri, Tuticorin, Kakinada, Machilipatnam, Vishakhapatnam, Paradip, Kolkata, Mongla, Chittagong és Yangon városaiban vannak.

## Nevének eredete
Nagy-Indiának a Csola-dinasztia vezetésével történő felbomlásakor, a 10. században a Bengáli-öblöt Csola-tó néven ismerték. Később Bengália neve után kezdték el hindi nyelven Bangal ki Khadi néven emlegetni. Bengália nevének eredete a szanszkrit Banga vagy Vanga kifejezésre vezethető vissza. A Gangesz deltáját emlegették ezen a néven.

## Folyók

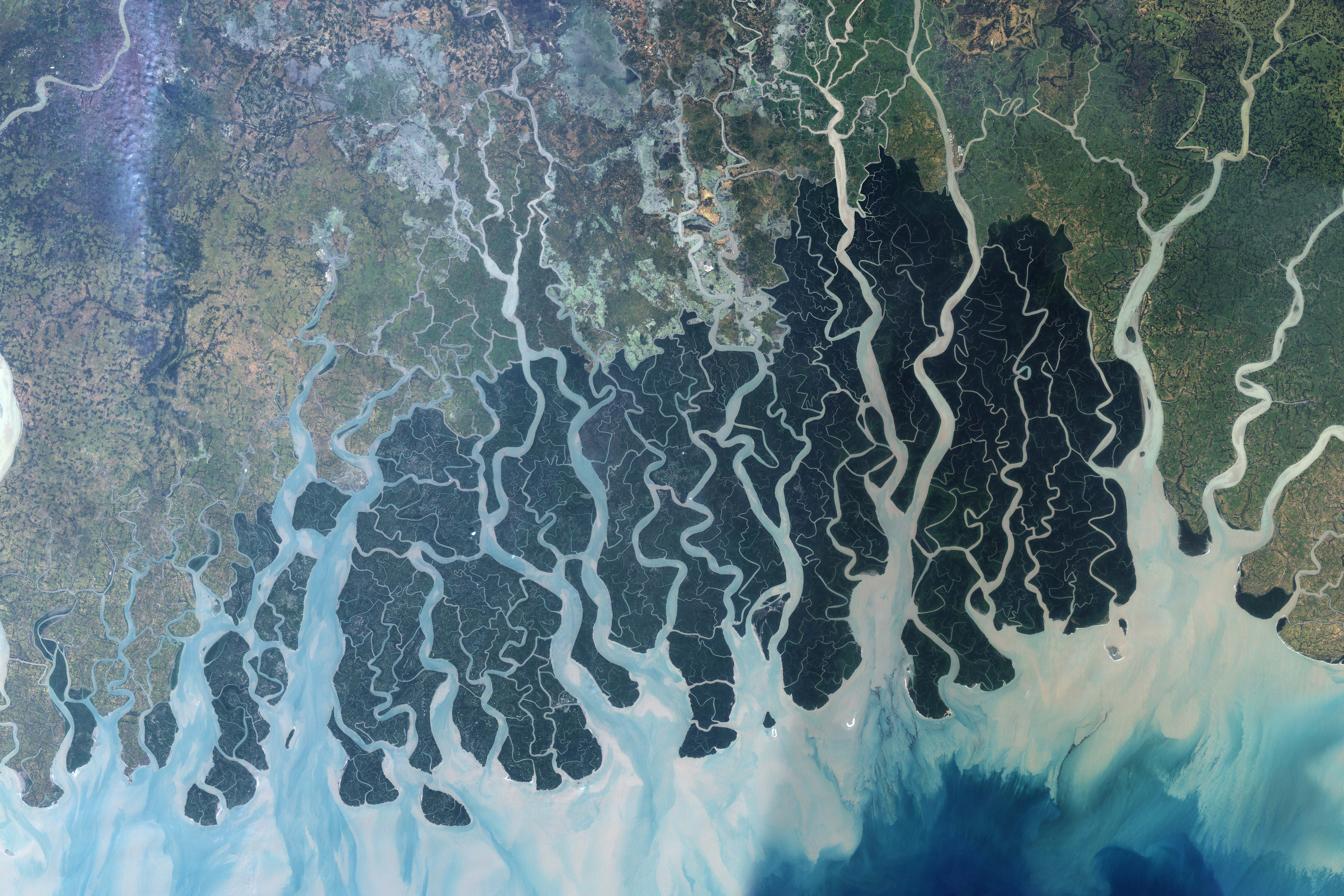
A Sunderbans a Gangesz torkolatánál Bangladesben és India Nugat-Bengália tartományában.

Banglades és India számos nagy folyója veszi az irányt nyugatról kelet felé, a Bengáli-öböl irányába. Közéjük tartozik északon a Gangesz (vagy Ganga), a Megna és a Brahmaputra, délen pedig a Mahárandi-deltán keresztül beömlő Mahárandi, a Godávari, az Iravádi, és a Kaveri. A legrövidebb ide torkolló folyó a 64 km hosszú Cooum. A Föld 28. leghosszabb folyója a Brahmaputra 2948 km megtétele és India, Kína, valamint Banglades átszelése után a Bengáli-öbölbe torkollik.